# Възход и падение на Третия Райх
Възход и падение на Третия Райх (на немски: The Rise and Fall of the Third Reich) е книга написана от Уилям Шайрър през 1960 г., посветена на историята на Нацистка Германия (1939-45) и базирана на намерени документи, свързани с Третия райх; налични дневници на министъра на пропагандата Йозеф Гьобелс, генерал Франц Халдер и италианския външен министър Галеацо Чано; доказателства и свидетелски показания от Нюрнбергския процес; доклади на британското Външно министерство; както и спомени на автора от шестте години на репортажи за Третия Райх, за вестници, агенция ЮПИ и радио CBS, които са сложили край с налагането на нацистката цензура през 1940 г. През 1961 г. Книгата си спечелва наградата National Book Award, и освен това е адаптирана за телевизионния ефир като минисериал и излъчена от American Broadcasting Company през 1966 г.

## Успехи
След публикуването си на 17 октомври 1960 г. книгата Възход и падение на Третия Райх (Историята на Нацистка Германия) е продадена в над един милион копия с твърда корица, от които две трети чрез клуб „Книга на месеца“ и повече от един милион копия с меки корици. Това, че книгата получава признание от критиката и успех сред публиката, е огромна изненада за автора Шайрър, тъй като по време на 1960-те години са били изминали 15 години от края Втората световна война (1939-45). Нито той, нито издателите публикували повече от съществуващите историческите интереси за Адолф Хитлер (1889–1945) или Нацистка Германия с първоначалния тираж от 12 500 копия.
Книгата се продава доста добре във Великобритания, Франция и Италия, както и в Западна Германия поради международното си признание, и освен това е подкрепена от местните немски редакционни нападки. През същата година тя си спечелва наградата Национална книга, както и наградата за документалистика на Кери-Томас. Освен това през 1962 г. магазинното списание Reader's Digest достига близо 12 милиона нови читатели. В Ню Йоркското литературно списание Таймс, Хю Тревър-Ропър възхвалява книгата като „Прекрасен научен труд“.

## Критики
Докато почти всички американски журналисти дават висока оценка за книгата, тя предизвиква противоречиви критики в научните среди. Някои от постиженията на Шайрър получават високо признание, но повечето от тях са порицавани. Най-суровите критики идват от тези, които не са били съгласни с така наречения Sonderweg (Особен път) или със съпоставянето на „Лутер и Хитлер“; посочените по горе.
Клаус Епщайн посочил четири главни недостатъци: сурово разбиране за немската история; липса на баланс, има значителни пропуски; липса на разбиране на съвременния Тоталитарен режим и непознаване на съвременните научни методи за изследване на нацистката епоха.
През 1961 г. английската журналистка Елизабет Уискеман излага също коментара си, че книгата е недостатъчно научна, също и недостатъчно добре написана, като отговаря повече на академичните изисквания ... Тя допълва още, че е твърде дълга и тромава... След чутите критики от страна на журналистката г-н Шайрър съставя наръчник, който ще се окаже от голяма полза за книгата.

## Публикация
Книгата е преиздавана много пъти (но не е актуализирана) след публикуването ѝ през 1960 г.
Текущите издания на изданието са:
- ISBN 0-671-72868-7 (Simon & Schuster, САЩ, 1990 книга с меки корици)
- ISBN 0-09-942176-3 (Arrow, Великобритания, 1990 книга с меки корици)
- Folio Society – специален клуб за издаване на книги (2004 г. – книга с твърди корици)